# Есе Хомо (изложба)
Есе Хомо (енг. Ecce Homo - „Ето Човека“) је била контроверзна изложба 12 фотографија различитих библијских ситуација, у савременом окружењу, коју је направила шведска фотографкиња Елизабет Олсон Валин. Прво отварање изложбе одржано је у Стокхолму, јула 1998. године и привукло је велику пажњу. Када је изложба била приказана у катедрали у Упсали у септембру, изазвала је националну дебату. Реакције су често биле врло емотивне, и позитивне и негативне. Фотографије приказују Исуса међу хомосексуалцима, трансродним особама, људима са фетишом на кожу и људима са СИДОМ. Изложба је обишла Скандинавију и континенталну Европу између 1998. и 2004. године.

## Изложба у Београду
Изложба Есе Хомо отворена је у октобру 2012. године у Центру за културну деконтаминацију током фестивала Белграде Приде у Београду, а чувала ју је бројна интервентна полиција због нереда и контроверзи која је уследила. Тадашњи премијер Србије, Ивица Дачић, оштро је осудио изложбу рекавши да „Свака слобода има ограничења“, иако изложбу није ни посетио. Парада поноса је те године забрањена из „безбедноносних разлога“.

## Фотографије
Фотографије су приказивале класичне хришћанске мотиве, али су замениле особе или околни контекст лезбејским, геј, бисексуалним и трансродним (ЛГБ)) питањима и особама. Пример замене контекста је поновно стварање мотива Марије која држи Исуса (мотив Пиета), а околни контекст је медицинска установа, а Исус умире од СИДЕ.
Све фотографије су повезане са цитатима из Библије и приказују их заједно са њима: Благовјести Лука 1: 30–31, Рођење Исуса Лука 2: 7, Крштење Исуса Лука 3: 21-22, Тешкоће вама лицемери Матеја 23:13, Долазак у Јерусалим Лука 19:37 -40, Тајна вечера Матеја 26:26 -28, пољубац Јуде Матеја 26:45 - 48, Исус носи крст Марко 15:17 -20, Исусово распеће Матеја 27:45 - 46, Пијета Јован 19:26, Исус се показује женама Матеја 28: 9 - 10 и Небеса Матеја 18:18. Многе слике су инспирисане класичним сликама и све су снимљене у модерном окружењу. Фотографкиња је намерно користила хомосексуалне моделе како би пренела сличност између библијских ситуација неприхваћених људи и савремених и показала свеобухватну љубав према Богу. На фотографији Тајне вечере налазе се трансродни модели уместо хомосексуалних модела, као коментар чињенице да је Исус према Библији често јео заједно са људима које друштво није прихватало.

## Контроверзе
Док је изложба обилазила Шведску, првенствено у црквама и конгрегацијама лутеранске цркве у Шведској, изазвала је интензивну дебату како унутар цркве тако и из других цркава. Слајдови фотографија су приказани у катедрали у Упсали уз дозволу декана Тулики Коивунена Билунда, уз одобрење К. Г. Хамара, надбискупа Упсале и поглавара Шведске цркве. Мишљење шведског друштва било је дубоко поларизовано, неки су га сматрали радикалним изразом хришћанске љубави, док су га други сматрали светогрђем. Према Хаммару, „Имали смо две гомиле писама, све време су биле приближно исте величине.“
Неки ЛГБТ припадници цркве описали су приказивање и бранили изложбу као први пут да су се у цркви осећали као код куће и прихватили је. Остали припадници ЛГБТ популације осетили су да еротске слике одржавају стереотипе о њиховој заједници, или су се осећали отуђеније од цркве након енергичне дебате која је уследила након изложбе. Торд Харлин, бискуп Упсале, описао је изложбу као „У најбољем случају то је лоша теологија, у најгорем случају богохуљење“. Осврћући се на изложбу у интервјуу 2004. године, К. Г. Хаммар је рекао:
„Да, слика ми је била тешка на личном нивоу, али то није био проблем. Овде се радило о хомосексуалцима, групи којој је тешко да се у цркви осећа као код куће. Треба ли уклонити слике које су на врло набијен начин илустрирале њихову улогу у Исусу само зато што су нам биле тешке на личном плану? Тада бисмо послали сигнал да су црква и хомосексуалци два различита света која се не мешају.“ 
Фотографија која се сматра најконтроверзнијом је она која приказује Исусово крштење у јавном купатилу, на којем је био видљив пенис Исусовог лика.
Због санкција надбискупа К. Г. Хаммара и његове одбране изложбе, папа Јован Павле II отказао је аудијенцију додељену надбискупији планираној за средину октобра 1998. Годину дана касније, надбискуп се сусрео с папом како би потврдио нови теолошки споразум између лутерана и католика. Отказана публика, изложба или тема хомосексуалности нису поменути на састанку.